# Pentax Z-70
Pentax «Z-70» (Ещё две модификации носили названия «Z-70p» и «PZ-70») — малоформатный однообъективный зеркальный фотоаппарат с автофокусом, выпускавшийся с 1995 до 1997 года в чёрном исполнении.

## Названия и модификации
Различия между всеми тремя модификациями минимальны и представлены в таблице:
| Модификация → Характеристика ↓ | «Z-70» | «Z-70p» | «PZ-70» |
| ------------------------------ | ------ | ------- | ------- |
| Панорамная съемка              | Нет    | Есть    | Есть    |

## Основные характеристики
- Режимы: Av(приоритет диафрагмы), Tv(приоритет выдержки), P(режим программной линии), HyM, Paction, Pclose-up, Plandscape и Pportrait.
- Встроенный экспонометр.
- Экспокоррекция ±3 EV с шагом — 1/2 EV .
- Блокировка экспозиции отсутствует.
- Автоспуск — 12 сек
- Электронный затвор из металлических ламелей с вертикальным ходом 30 — 1/2000 сек, В.
- Питание 6 Вольт 2CR5.
- Встроенный моторный привод протяжки плёнки с возможностью серийной съёмки до 1,5 к/сек[2] (по другим данным до 1,8 к/сек[3]).
- Отображение выдержки и положения диафрагмы в видоискателе.
- ЖКИ-дисплей над видоискателем.
- Функция PowerZoom.

## Совместимость
«Z-70» может работать с любыми объективами Pentax. Необходимо учесть лишь несколько нюансов:
- существуют объективы рассчитанные для использования с APS-C-камерами. Такие объективы дадут сильнейшее виньетирование;
- с объективами оснащёнными креплением KAF3 и KF не будет работать автофокус. Подтверждение фокусировки работать будет.